# Åskskydd
Åskskydd avser åtgärder för att eliminera skadeverkningar för person, husdjur och egendom i samband med direkta blixtnedslag mot byggnader. Åskskyddets uppgift är att vid ett blixtnedslag leda blixtströmmen till jord på ett sådant sätt att inga skador uppstår varken på byggnaden eller på i byggnaden befintlig utrustning. Det bör dock noteras att åskurladdningar som inte innebär ett direkt blixtnedslag liksom passerande klotblixtar kan ge upphov till betydande skador om inte lämpliga skydd är installerade.

## Sverige

### Skador
Sverige träffas i genomsnitt varje kvadratkilometer av ett blixtnedslag per år och åskväder orsakar varje år betydande skador. För omkring ¼ av alla villabränder anges blixten som orsak och dessutom orsakar blixtnedslag några tiotal storbränder varje år. Skador på elektrisk utrustning räknas i tusental, och speciellt när det gäller starkströmsinstallationer kan åskskadad isolering ge upphov till skador långt efter själva åskvädret. Sådana skador kan medföra såväl brand som farlig berörings och/eller stegspänning.

### Lagstiftning
Svensk lag påfordrar endast åskskydd för vissa utrymmen där explosionsfara föreligger.
I ELSÄK-FS 1999:5 och SS 436 40 00 avsnitt 542 ges anvisning om utförande av jordning, värde på jordresistans, utförande av jordelektrod, jordtag och jordtagsledare.
I avsnitt 534 påpekas att när åskskyddsanläggning installeras gäller tilläggsfordringar för överspänningsskydd samt att det krävs minimiarea 10 mm² för kopparledare mellan överspänningsskydd och huvudjordningsskena.